# Галицький район (Львів)
Галицький район — найменший за площею район Львівської міськради, що охоплює територію центральної частини міста Львова: Середмістя, Цитадель, Софіївку, Снопків, Краківське передмістя.
Проспекти: Шевченка, Свободи.
Головні вулиці: Дорошенка, Хмельницького, Городоцька, Гоголя, Огієнка, Лепкого, Листопадового Чину, Гнатюка, Куліша, Замарстинівська, Франка, Коперника, Чайковського, Ліста, Вірменська, Сербська, Краківська, Друкарська, Театральна, Шевська, Винниченка, Ужгородська, Паркова.
Площі: Ринок, Міцкевича, Галицька, Соборна, Старий Ринок, Святого Теодора, Данила Галицького, Звенигородська, Григоренка, Маланюка, Гасина, Святого Юра, Кропивницького, Франка, Підкови, Катедральна, Князя Осмомисла, 700-річчя Львова.

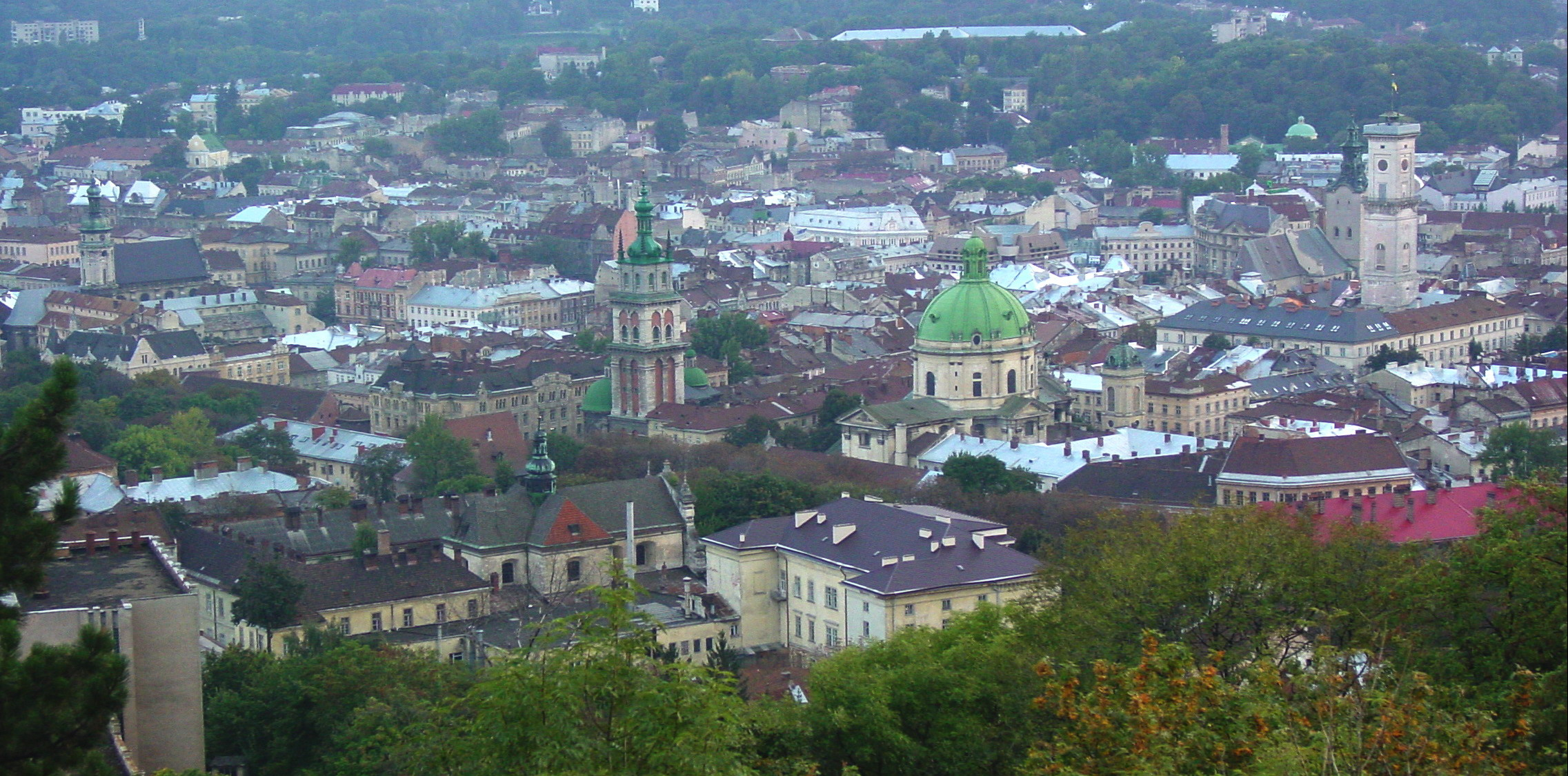
Центральна частина Львова

## Зміни назви та території району
Район названо на честь засновника міста короля Данила Романовича (Галицького). У його топоніміці також існує вулиця Галицька, з якої колись починався Галицький шлях та площа Данила Галицького. Протягом своєї історії неодноразово змінював назву. Спочатку було утворено Центральний міський район, який 9 січня 1940 року було перейменовано на Сталінський район м. Львова.
На підставі Указу Президії Верховної Ради України від 5 квітня 1951 року з частин Сталінського, Залізничного та Червоноармійського районів Львова було утворено Ленінський район (у червні створено райраду), а у липні 1956 року Сталінський та Ленінський райони були об'єднані в Ленінський район.
У 1969 році частину території Ленінського району було приєднано до Червоноармійського району. У міру розширення Львова до Ленінського району почали включати новобудови, зокрема у 1980-х роках було включено новозбудований Сихівський житловий масив.
З проголошенням незалежності Ленінський район було перейменовано на Галицький. Оскільки ж він охоплював як історичний центр, так і новобудови Сихова і мав надто велику площу, тому в лютому 2000 року Верховна Рада вирішила утворити Сихівський район.
Тепер до складу Галицького району входить історичний центр міста та ряд мікрорайонів, які безпосередньо межують з ним.

## Населення
Найменший за кількістю населення район міста, окрім того кількість його мешканців постійно зменшується — значна частина помешкань на перших поверхах перетворилась на кафе, ресторани, магазини та іншу комерційну нерухомість що так само зменшує кількість мешканців, які переселяються в інші райони міста.
| Рік  | Мешканців |
| ---- | --------- |
| 2011 | 58 812    |
| 2010 | 59 573    |
| 2003 | 68 731    |

В 2001 році в Галицькому районі проживало 67 851 особа.
Національний склад населення був наступним:
| Національність | Частка, % |
| -------------- | --------- |
| українці       | 81,5      |
| росіяни        | 13,4      |
| поляки         | 1,5       |
| євреї          | 0,7       |
| білоруси       | 0,5       |
| вірмени        | 0,2       |
| татари         | 0,1       |
| інші           | 0,7       |
| не вказали     | 1,4       |

Розподіл національностей Галицького району за рідною мовою:
| Національність | Усього, осіб | Частка, % | Рідна мова           | Рідна мова           | Рідна мова | Рідна мова | Рідна мова | Рідна мова |
| Національність | Усього, осіб | Частка, % | своєї національності | своєї національності | українська | українська | російська  | російська  |
| Національність | Усього, осіб | Частка, % | осіб                 | %                    | осіб       | %          | осіб       | %          |
| -------------- | ------------ | --------- | -------------------- | -------------------- | ---------- | ---------- | ---------- | ---------- |
| українці       | 55 290       | 81,5      | 53 865               | 97,4                 | -          | -          | 1 380      | 2,5        |
| росіяни        | 9 090        | 13,4      | 8 360                | 92,0                 | 724        | 8,0        | -          | -          |
| поляки         | 1 029        | 1,5       | 605                  | 58,8                 | 340        | 33,0       | 80         | 7,8        |
| євреї          | 483          | 0,7       | 27                   | 5,6                  | 124        | 25,7       | 329        | 68,1       |
| білоруси       | 351          | 0,5       | 66                   | 18,8                 | 98         | 27,9       | 187        | 53,3       |
| вірмени        | 142          | 0,2       | 48                   | 33,8                 | 33         | 23,2       | 61         | 43,0       |
| татари         | 67           | 0,1       | 18                   | 26,8                 | 8          | 11,9       | 41         | 61,2       |
| інші           | 463          | 0,7       | 142                  | 30,7                 | 121        | 26,1       | 187        | 40,4       |
| не вказали     | 936          | 1,4       | -                    | -                    | 36         | 3,9        | 8          | 0,9        |

## Історія

### Перші поселення
Коли саме виникли перші поселення людей у цій частині Львова достеменно не відомо. Однак у першій половині XIX століття археолог Жегота Паулі на горі Шембека (сучасна Цитадель) знайшов сліди язичницького культового комплексу, який описав у «Галицьких старожитностях» — там були викладені регулярно кам'яні плити, постать ідола, бронзові оздоби, урни та перепалені людські кістки.

### Середньовіччя

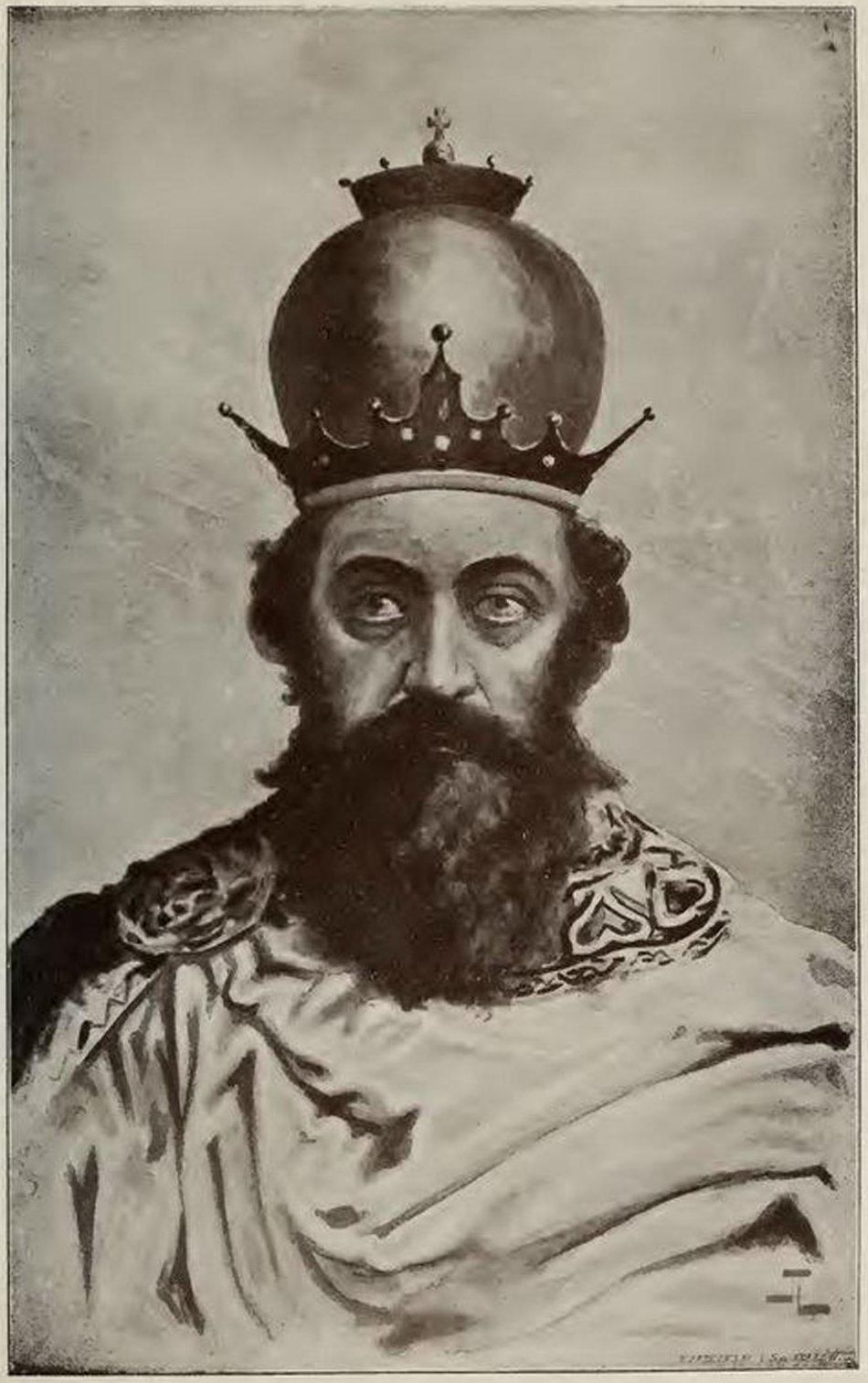
Данило Романович — засновник Львова

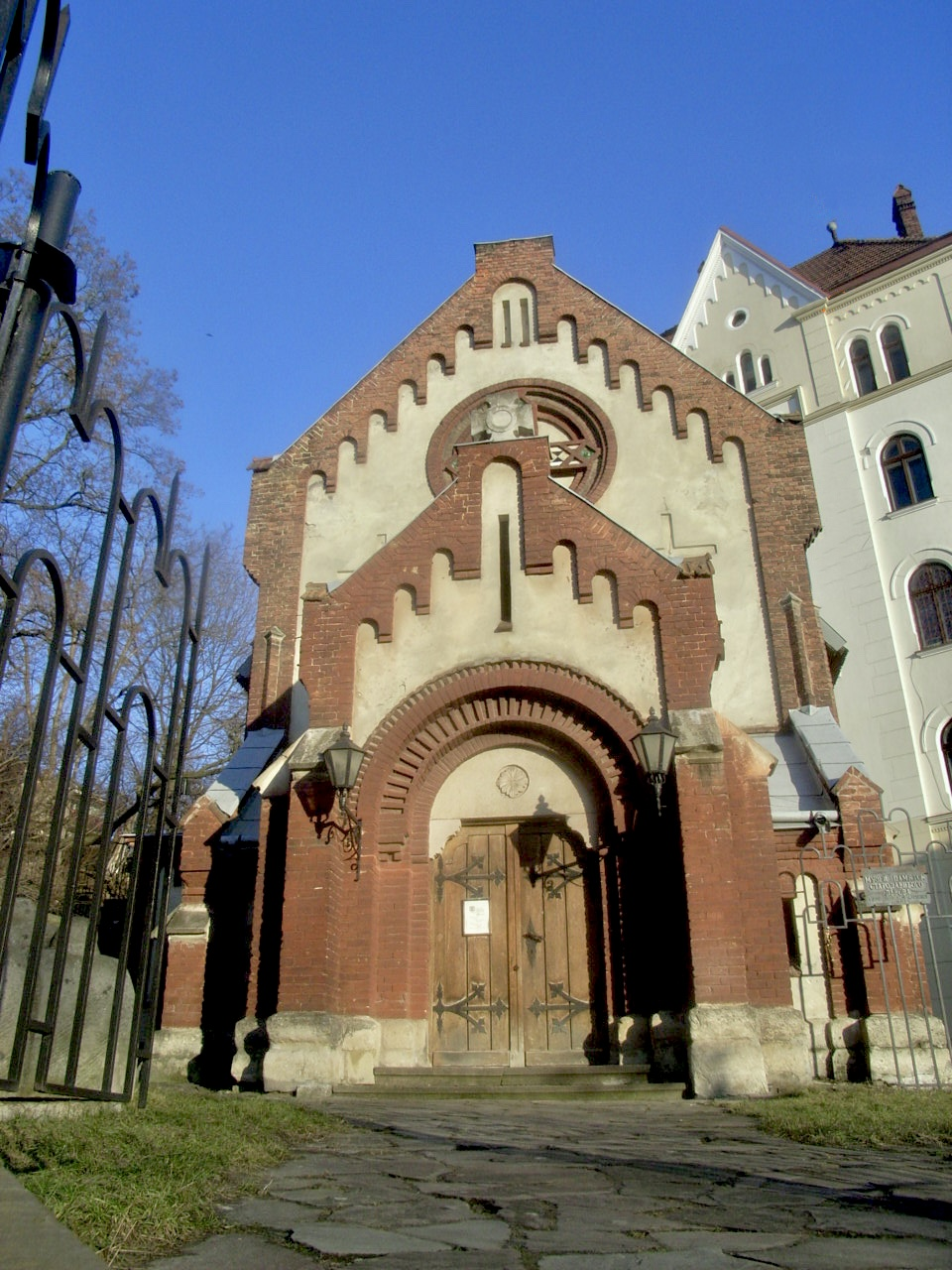
Костел Святого Івана Хрестителя — один з найдавніших храмів Львова

Втім систематичне заселення території почалось у 12 столітті. Вважається, що навколо поселення, яке було в районі площі Старий Ринок біля підніжжя Замкової гори, Данило Галицький у середині 13 століття заснував Львів — про це свідчать дані археологічних розкопок. Історики припускають, що на місці сучасної площі Старий Ринок свого часу був центр міського життя — ринковий майдан.
Від площі Старий Ринок розпочинається одна з найстаріших вулиць Львова, яка зараз носить ім'я Богдана Хмельницького. Вона відома ще з 13 століття, вона була головною вулицею Жовківського передмістя і називалась Волинською, а згодом Жовківською дорогою, оскільки сполучала Львів із Жовквою, а далі з Волинню.
У ХІІІ столітті саме цей ринковий майдан став межею між заснованим на магдебурзькім праві Середмістям та попереднім міським центром — Підзамче. Також у цій частині Львова знаходиться декілька храмів, які вважаються найстарішими у місті. Зокрема ХІІІ століттям датована церква Святої Параскеви-П'ятниці, щоправда згодом її неодноразово перебудовували, зокрема у 1644 році на кошти молдовського господаря Василя Лупула, який перебував на еміграції в Галичині.
До весілля у 1260 році сина Данила, князя Лева для його дружини-католички Констанції, угорської принцеси (дочки короля Бели IV), було збудовано католицький Костел Івана Хрестителя. Церква носить ім'я Івана Предтечі тому, що церковним ім'ям князя Лева було «Іван».
Костел Святого Івана Хрестителя — один з найдавніших храмів Львова.
Після того, як 1349 року Королівство Польське остаточно завоювало Львів король Казимир ІІІ заклав нові міські квартали[джерело?], які стали центром міського життя (навколо сучасної площі Ринок), натомість дільниця навколо Старого Ринку опинилась за міськими мурами та увійшла до Жовківського передмістя. Оскільки українцям було заборонено селитись в межах міських мурів, то вони жилим на Жовківському передмісті. Згодом площа стала західною околицею місця компактного проживання однієї з двох єврейських громад Львова — заміської.
Решта територій, що згодом увійшли до складу Львова у 13-14 столітті мали статус приміських сіл, зокрема з ХІІІ століття відоме поселення Клепарів. 10 січня 1359 року у літописах вперше згадується село Збоїська, назва якого походить від слова збуй, тобто розбишака — таку репутацію мали місцеві мешканці — ватаги збоїв жили грабунком купецьких валок, грабунку дідичів та міщан.
Назва села Замарстинів походить від прізвища його засновника львівського міщанина Йогана Зоммерштайна, який заснував його у 1389 році. Трохи пізніше, у 1401 році міщанин Миколай Циммерманн купив 2 лани землі біля урочища Оловсько (Головсько) та заклав тут поселення Голоско. У 1415 році воно перейшло у власність міста, а вже у 1470 році міщанин Ян Гань заклав ще одне поселення, яке отримало назву Голоско Мале.
Хоча на території Брюхович люди почали селитись в часи мезоліту, однак системне освоєння цієї землі розпочалось 1415 роуц, про що згадує Денис Зубрицький у «Хроніці міста Львова». Король Владислав II Ягайло своїм привілеєм від 18 вересня 1415 року надав Львову великі обшири-розлогі ґрунти, порослі чагарником і лісами, що належали Львівському староству, з правом використовувати їх і закладати колонії. На цих територіях згодом виникло міське село Брюховичі, перша згадка про яке датується 1440 роком.
Буйний характер тутешніх мешканців давався взнаки не один раз, зокрема 1527 року біля Львова було зібрано шляхетське ополчення для походу на Молдову. Однак ополченці збунтувались, а осередком їхнього бунту стало село Збоїща. Шляхетське ополчення обложило Львів, де тоді перебував король, та виїдало курей і когутів у навколишніх селян. Тому цей бунт назвали «кокошою війною».
У 1535–1560-х роках місто викупило багатий маєток з гарними землями, ставками та виноградникам (в давні часи Клепарів славився вирощуванням винограду та вибілюванням полотна). Мешканці Клепарова займалися городництвом і садівництвом. Славу Клепарову принесли клепарівські черехи (гібрид вишні і черешні, що ріс тільки у Львові).
За свідченнями бургомістра Львова Мартина Ґросваєра під час облоги Львова військами Богдана Хмельницького і Тугай-бея 5 жовтня 1648 року вночі «неприятель не наступав, лише спалив міське село Брюховичі, вирізав чоловіче населення, а білоголову стать забрав у неволю, знищивши нечисленні маєтки».
Однак мешканці львівських околиць цілком могли собі дати раду з озброєними нападниками, що сталось у 1691 році, коли до міста підійшли татари. Вони без особливих зусиль захопили Замарстинів та готувались до штурму міста, коли несподівано на них ззаду напала ватага збоїв. Напад був такий раптовий, що нападникам вдалося пробитися в саму середину татарського табору і зарубати кількох воїнів. Зчинився переполох і татари, не орієнтуючись у кількості нападників, кинулися тікати. Багато їх загинуло в мочарах, потонуло в Полтві. За ці заслуги магістрат пробачив мешканцям Збоїщ попередні провини та дозволив з'являтись у місті, але за умови, що вони припинять займатись розбоєм.

### XIX століття
На початку XIX століття ці дільниці залишались бідним передмістям, зокрема Замарстинів був районом бідноти та люмпенів, саме тому тут відбувались часті виступи проти Львівського магістрату. У 1804 році магістрат вимагав від жителів Замарстинова виконання кріпосних повинностей, що останні відмовилися виконувати. Це стало причиною продажу Замарстинова у приватну власність, після чого до його жителів все ж було застосоване кріпосне право. Замарстинів залишався селом до 1930 року. Так само приміським селом залишалось і Рясне, однак через етнічні відмінності ближче до Львова селились поляки — у Рясній Польській, натомість західніше, у Рясній Руській, — українці.
Також у ті часи було інше русло Полтви тоді вони пролягало між вулицями Сонячною та Полтв'яною (суч. Проспект Чорновола), причому ріка була настільки широка, що на ній навіть був острів якого видно на плані міста 1829 року.
Бурхливий розвиток цих територій починається з будівництвом залізниці у 1870 році — через Підзамче на Броди та Підволочиськ, а у 1886 році — через Брюховичі до Белжця. Саме тоді тут з'явився нафтопереробний завод до якого протягнули залізничну колію. Натомість Брюховичі стало місцем поселення заможних львів'ян — тут з'являлись дорогі вілли та відпочинкові оселі. З 1889 року Брюховичі почали розвиватися як рекреаційна зона Львова, селище було включене в офіційний список кліматичних курортів. У 1888 році було засновано Янівський цвинтар, який згодом став другим за значенням некрополем Львова. Наприкінці XIX століття почали перекривати русло Полтви, а посталий на її місці проспект та прилеглі вулиці почали забудовувати престижними сецесійними кам'яницями.

### 19-e— I пол. 20 ст.
Протягом 19 століття було збудовано значну частину сучасних вулиць у центрі Львова, зокрема у 1827–1835 рр. було збудовано сучасну ратушу. Згодом почалися роботи з осушення русла Полтви, врешті її почали заганяти у підземний колектор, тож історичний центр поступово набував рис, які зараз відомі всім. У 1870-х роках почалась активна забудова вулиці Коперніка, а наприкінці XIX століття освоєння Софіївки. У 1880 році на вулиці Коперніка з'явивися палац Потоцьких, а у 1886–1889 році будівля Головпоштамту. Також у 1885 році було закладено Стрийський парк.

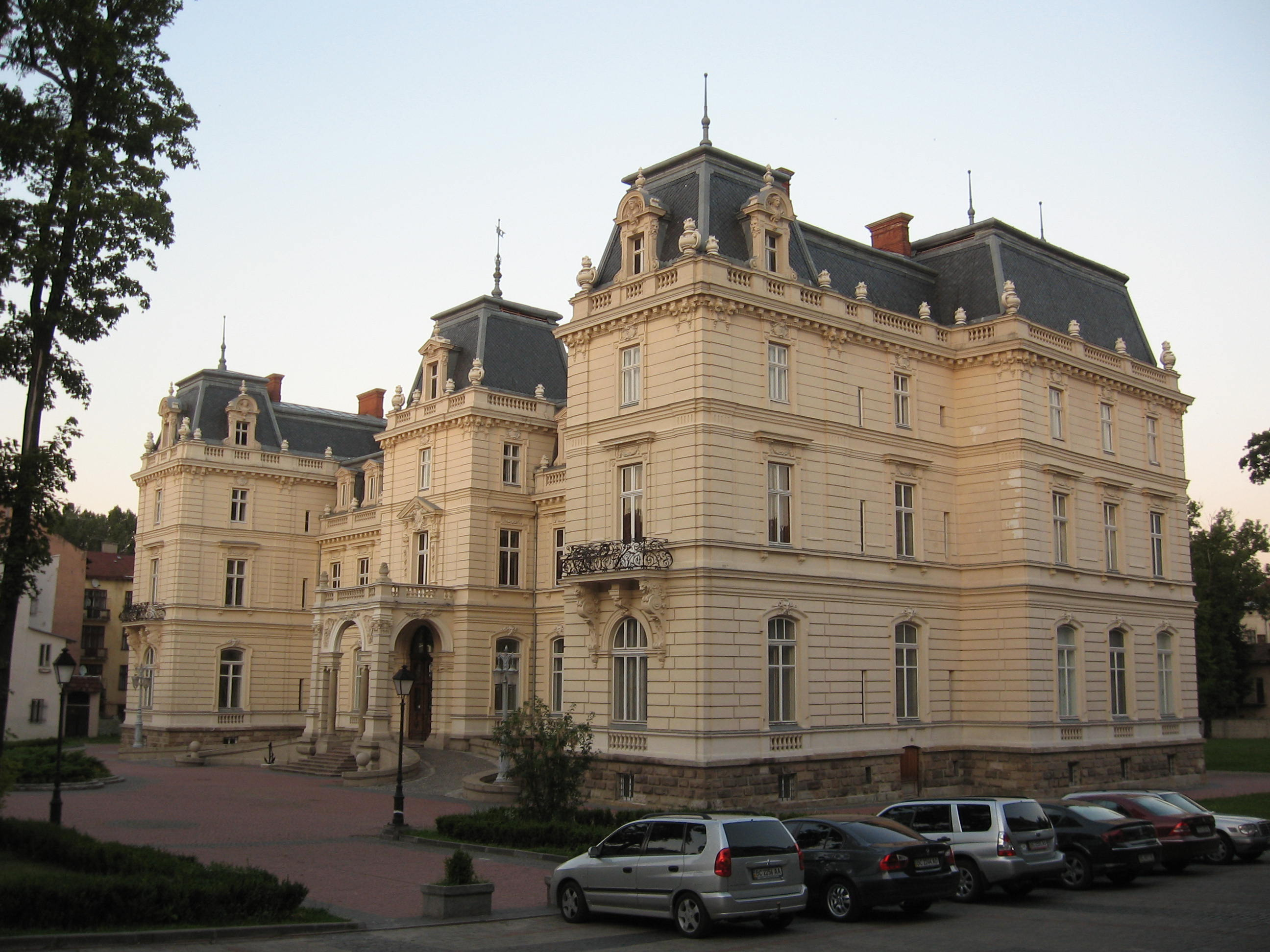
Палац Потоцьких

Оскільки центр Львова бурхливо розвивався, то вже у 1894 році тут, а також на Софіївці, були прокладені перші трамвайні колії.
На початку 20 століття продовжились роботи із закриття русла Полтви, у 1905 році було відкрито один з найцікавіших львівських монументів — пам'ятник Адамові Міцкевичу.

### У роки ІІ Світової війни
У роки ІІ Світової війни історичний центр Львова не зазнав значних ушкоджень, хоча кілька будинків було знищено. Зокрема на вулиці Коперніка було знищено греко-католицьку семінарію Святого Духа, також нацистами було знищено синагоги, які знаходились у Середмісті.

### У радянський період
За радянських часів у історичному центрі Львова не проводилось значних забудов, за окремими винятками. Водночас радянська влада так само не особливо дбала про охорону існуючих пам'яток історії та архітектури.
З примітних новобудов, які з'явились у той час можна назвати споруджений у 1963 році стадіон «Дружба». 1970-ми роками датується будівництво частини корпусів НУ «Львівська політехніка». У 1952 році було розбито Парк культури та відпочинку імені Богдана Хмельницького. Також в радянські часи у центрі міста з'явилось ряд пам'ятників видатним діячам національної історії та культури, зокрема Іванові Франкові, Івану Федорову.

### У роки незалежності
У 1988 році у Львові почались виступи за утвердження державного статусу української мови, відтак проголошення Незалежності України — основні події відбувались саме на території Галицького району — пам'ятник Іванові Франку став епіцентром подій. Згодом за центральною частиною Львова збереглася функція головного осередку різноманітних акцій протесту.
Водночас зросла функція центру міста як головного об'єкту туризму, оскільки саме тут зосереджена левова частка пам'яток історії та архітектури. Особливо туристична складова почала розвиватись після того, як Львів було у грудні 1998 року включено у Список світової спадщини ЮНЕСКО.
У роки Незалежності у центрі міста було встановлено ряд пам'ятників, зокрема Тарасові Шевченку та іншим визначним діячам української культури.

## Основні вулиці та місцевості
Основою сучасного Галицького району міста є історичний центр міста який водночас виконує функцію адміністративного, культурного та бізнесового центру, саме тут відбувається більша частина суспільно-політичних та культурних подій життя Львова. Сучасною домінантою Старого міста є пішохідні середньовічні квартали між проспектом Свободи і Підвальною, які розташовані навколо площі Ринок. Їх завершує своєрідне кільце скверів, сформованих на валах, площах та проспектах на місці колишніх міських мурів. Далі розходяться радіальні вулиці, серед яких можна виділити основні: Личаківську, Івана Франка, Зелену, Коперника, Городоцьку, Богдана Хмельницького та проспект Чорновола. Вони в свою чергу сполучені меншими вуличками.
Територія ансамблю історичного центру складається зі 120 га давньоруської та середньовічної частини міста Львова та території собору св. Юра на Святоюрській горі. Буферна зона Ансамблю історичного центру визначена межами історичного ареалу і становить близько 3000 га..
Окрім того Галицький район [Архівовано 31 серпня 2021 у Wayback Machine.] включає ряд територій, які безпосередньо прилягають до історичного центру міста і належать до так званого «ближнього центру». Це є Цитадель — місцевість навколо гори Цитадель між вулицями Коперніка, Стефаника, Драгоманова та Вітовського а також Софіївку — місцевість на межі Галицького і Сихівського районів Львова, розташована між вулицями Стрийською, Панаса Мирного, Ярославенка, Дібровною та Свєнціцького. Також до Галицького району належить Снопків — місцевість розташована між вулицями Кримською, Архипенка, Генерала Тарнавського, Тютюнників, Снопківською та Зеленою.

## Пам'ятники, пам'ятні місця

### Охоронна зона ЮНЕСКО
Більша частина історичного центру Львова а також собор святого Юра входить до Списку Світової спадщини ЮНЕСКО з особливим режимом використання цієї території. Адміністративно ці, а також значна частина буферних територій входять до складу Галицького району.
За кількістю пам'ятників, пам'яток архітектури та пам'ятних місць Галицький район Львова не має собі рівних не лише в Львові, а й у всій Україні. Тут розташовано ряд відомих культових споруд (Вірменська церква, Латинська катедра, Успенська церква, Домініканський костел, Бернардинський монастир) а також Палац Потоцьких, Львівський університет, Головна пошта, Бібліотека ім. В. Стефаника (колишній Осоленіум) та інші визначні споруди.

### Архітектурні комплекси

#### Площа Ринок
Історія Львова нерозривно пов'язана із цією невеликою площею, розміри якої становлять 142 на 129 м.
Площа Ринок — це своєрідний музей просто неба, де кожен будинок є пам'яткою архітектури і оповитий власною легендою. Не випадково вона є одним з основних туристичних об'єктів у місті. У центрі площі — магістрат (будинок міського управління). Історія його походить з часів панування Владислава Опольського, який заклав першу ратушу Львова наприкінці XIV ст.. Будинок міського управління неодноразово перебудовували протягом століть, а її сьогоднішній вигляд залишився з 1851 року.
Всі будинки на площі Ринок є пам'ятками архітектури. Найцікавішим з погляду архітектури є східний бік площі. Найкращими взірцями ренесансу в громадській архітектурі Львова і справжньою гордістю львів'ян є будинки № 4 («Чорна кам'яниця») і № 6 («Палац Корнякта»). Ці споруди є шедеврами не лише львівського, а й європейського зодчества епохи Відродження.

#### Собор святого Юра
Другим важливим архітектурним комплексом на території Галицького району є Собор святого Юра. Це головний греко-католицький собор Львова і Львівської архиєпархії.
На його території упродовж століть була резиденція митрополитів Української Греко-Католицької Церкви. Перший храм на Святоюрській горі збудовано ще 1280 року. Теперішній архикатедральний собор святого Юра збудовано в 1744–1760 рр. за проектом добре відомого на той час архітектора Бернарда Меретина. Декоративні роботи в соборі тривали аж до 1780 р. Над його оздобою працювали найкращі митці Львова, серед яких Іван-Георгій Пінзель, Михайло Філевич, Юрій Радивилівський, Франциск Смуглевич та інші. До новозбудованого собору перенесли Теребовлянську чудотворну ікону Богородиці. Собор святого Юра — це величезний комплекс споруд — окрім самої церкви, яка є його основою, він включає дзвіницю, митрополичі палати та капітульні будинки. Святоюрський собор протягом кількох століть був місцем осідку греко-католицьких митрополитів, головною українською греко-католицькою церквою. Однак у 1946 році після ліквідації УГКЦ його було підпорядковано Російській православній церкві. Лише у 1990 році греко-католикам вдалось повернути собор, невдовзі він відновив свій статус головної церкви УГКЦ. Під час візиту 25-26 червня 2001 року до Львова собор відвідав Папа римський Іван Павло ІІ. Хоча 21 серпня 2005 року головний осідок УГКЦ перенесено до Києва, Святоюрський собор не втратив історичного та духовного значення.

## Пам'ятники

### Довоєнні пам'ятники

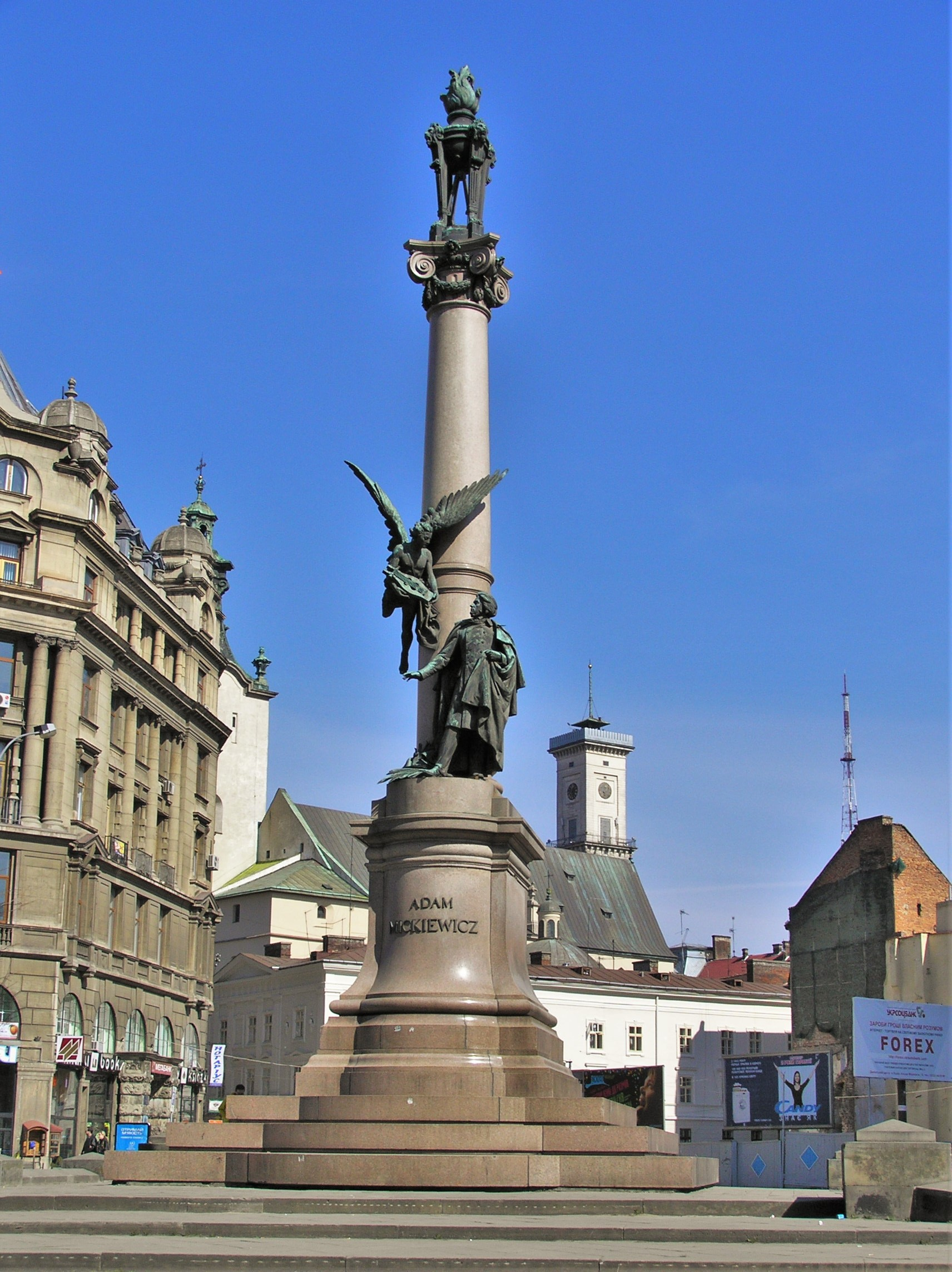
Пам'ятник Адамові Міцкевичу

На території Галицького району збереглись окремі пам'ятники довоєнного Львова. Серед них найстаріший з існуючих зараз у місті пам'ятників Яну Кілінському, який розташовано у Стрийському парку. Однак одним з найвідоміших серед пам'ятників є монумент на честь видатного польського письменника Адама Міцкевича, який було відкрито у 1904 році. Його було збудовано на площі Марійській, для цього довелось посунути вбік скульптуру Богородиці. Автором стали українці Михайло Паращук та Антон Попель.
За радянських часів скульптуру Богородиці було замінено фігурками дельфінів, однак у роки Незалежності її було відновлено.

### Пам'ятники радянських часів
Наприкінці 1980-х та початку 1990-х років у Львові було демонтовано пам'ятники, які утверджували радянську ідеологію, зокрема пам'ятник Леніну на сучасному проспекті Свободи.. На сучасній площі Маланюка розташовувався пам'ятник Степанові Тудору, авторства — скульптора Дмитра Крвавича, архітектора Мирона Вендзиловича, який у вересні 2016 року був демонтований.
Водночас деякі пам'ятники, пов'язані з радянською ідеологією чи виданими діячами КПЗУ таки збереглися. Зокрема це розташований між Стрийським та парком Культури та відпочинку пам'ятник Переможцям над фашизмом, авторами якого є Дмитро Крвавич, Еммануїл Мисько, Ярослав Мотика, Олександр Пирожков, архітектори — Аполлон Огранович, Мирон Вендзилович. Також збереглися пам'ятники на честь видатних діячів національної історії та культури, зокрема Іванові Підкові, Василеві Стефанику, Івану Федорову, Богдану Хмельницькому та Маркіяну Шашкевичу. Останній було встановлено у 1990 році, таким чином він став останнім пам'ятником, який було поставлено в місті за радянських часів — вже на хвилі національного піднесення та боротьби за українську незалежність.
Однак найвідомішим пам'ятником того періоду є монумент на честь Івана Франка який встановлено навпроти входу у Львівський національний університет.

### Сучасні пам'ятники
У роки Незалежності у центрі Львова було зведено чимало пам'ятників як на честь видатних діячів національної історії так і в пам'ять про трагічні сторінки в житті українців. Щодо останніх, то це є відкритий у 1997 році поблизу колишньої тюрми «На Лонцького» — катівні комуністичного режиму, скульптори — П. Штаєр і Р. Сивенький. Також після 1991 року монументально було увічнено пам'ять Степана Бандери, Михайла Грушевського, засновника Львова Данила Галицького, Івана Труша та Тараса Шевченка. У 2012 році було відкрито пам'ятник Володимирові Івасюку.
Чимало львівських пам'ятників користуються неабиякою популярністю у туристів, зокрема винахідникам гасової лампи Ігнатію Лукашевичу та Яну Зегу, Никифорові Дровняку, Леопольду фон Захер-Мазоху, Львівським броварям, Посмішці, бравому солдату Швейкові а також Швейкові на велосипеді.

## Культура

### Театри, кіно, філармонія, цирк

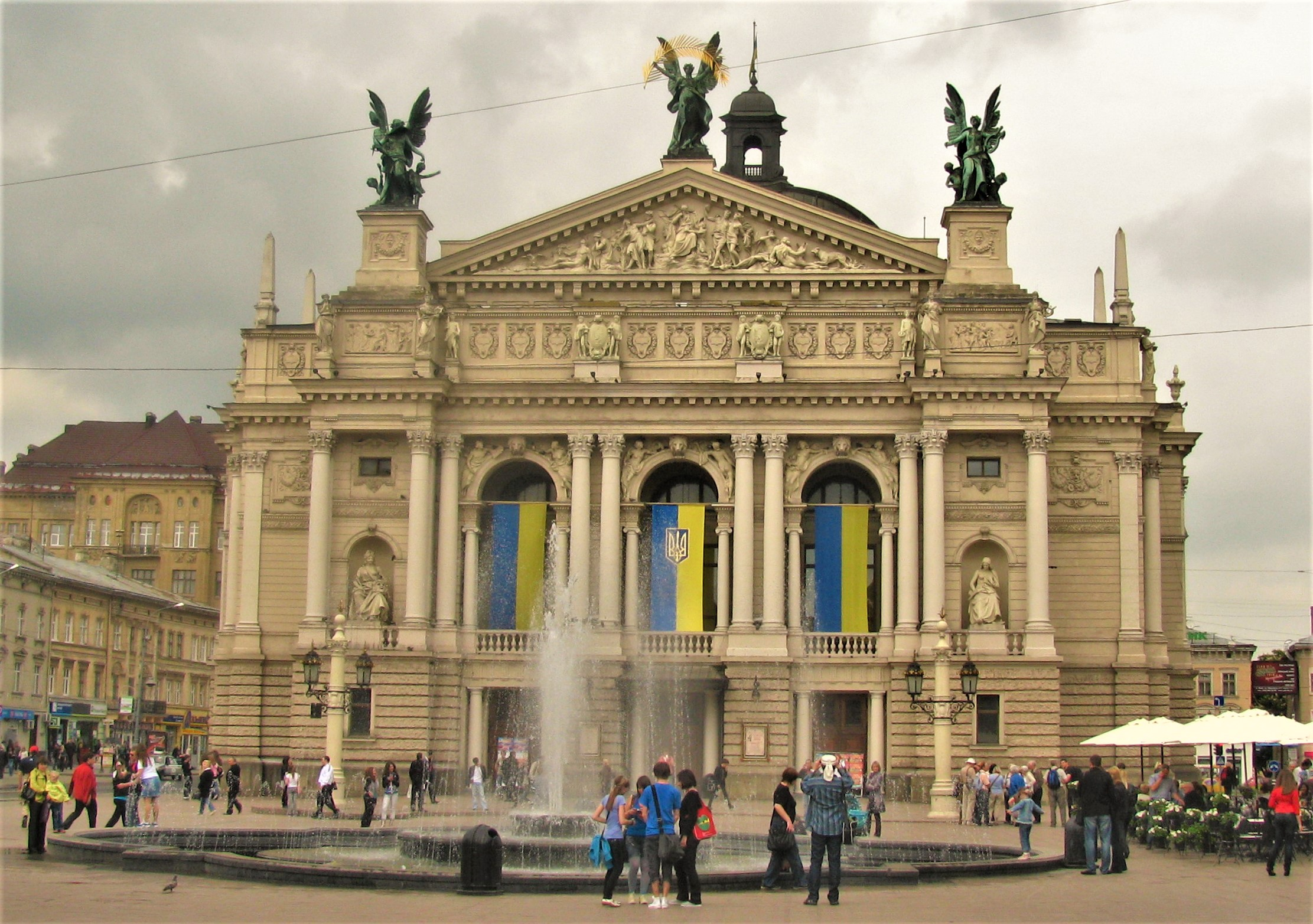
Львівський оперний театр

У Галицькому районі розташовано найбільше усіляких закладів культури, зокрема Львівський національний театр опери та балету імені Соломії Крушельницької. Перша вистава у ньому відбулась 4 жовтня 1900 року. Львівську оперну сцену ощасливили виступами всесвітньовідомі виконавці — Олександр Бандровський, Гелена Рушковська — Збоїнська, Ян Кепура, Яніна Королевич-Вайдова, Джемма Беллінчіоні, Маттіа Баттістіні, Ада Сарі та ін. Яскраву сторінку в історії театру вписали співаки — українці: О. Любич-Парахоняк, О. Руснак, Є. Гушалевич, О. Носалевич, А. Дідур, О. Мишуга, М. Менцинський, С. Крушельницька та ін., мистецтво яких стало національною гордістю народу і дістало всесвітнє визнання. Оперний театр є не лише найпрестижнішим концертним залом Західної України, а й визначною пам'яткою архітектури яка зображена на 20-гривневій купюрі.
Поруч із Львівською оперою розташований Національний академічний український драматичний театр імені Марії Заньковецької. Хоча земельна ділянка для його будівництва була виділена австрійським імператором Йосифом ІІ ще у 1783 році, однак на практиці будівництво театру було завершено лише у 1842 році, а його головним меценатом став граф Станіслав Скарбек. Будівля театру є пам'яткою архітектури, хоча зараз вона потребує капітальної реконструкції.
Львівський академічний театр імені Леся Курбаса, який знаходиться на однойменній вулиці було засновано у 1988 році групою молодих акторів
Поруч із ним знаходиться ще ряд театрів — на пл. Генерала Григоренка, 5, розташовано духовний театр «Воскресіння», а на Гнатюка, 11 — Перший український театр для дітей та юнацтва. Також на вулиці Фредра, 6 працює театр естрадних мініатюр «І люди, і ляльки».
Центром класичної музики є Львівська обласна філармонія із концерним залом іменні Людкевича. Її було засновано ще у 1902 році на базі тодішнього театру Скарбека, а у 1933 році було засновано оркестр. Свого часу на сцені Львівської філармонії виступали Соломія Крушельницька, Ріхард Штраус, Бела Барток, Антон Рубінштейн, Святослав Ріхтер, Давид Ойстрах, Авторські концерти у філармонії давали Дмитро Шостакович, Борис Лятошинський, Арам Хачатурян, Альфред Шнітке, Кшиштоф Пендерецький, Мирослав Скорик, Євген Станкович.
Хоча після 1991 року чимало кінотеатрів у місті закрилось, тим не менше на вулиці Коперніка продовжив свою діяльність кінотеатр імені Коперніка, який увійшов у мережу «Кінопалац» — це один з найстаріших кінотеатрів міста. Окрім того на вулиці Театральній, 22 у 2002 році почав працювати «Кінопалац», який має три зали.
Львівський цирк, розташований на вулиці Городоцькій, 83 було збудовано у 1969 році. Зараз у ньому виступають не лише циркові артисти, а й естрадні.

### Музеї, виставкові зали

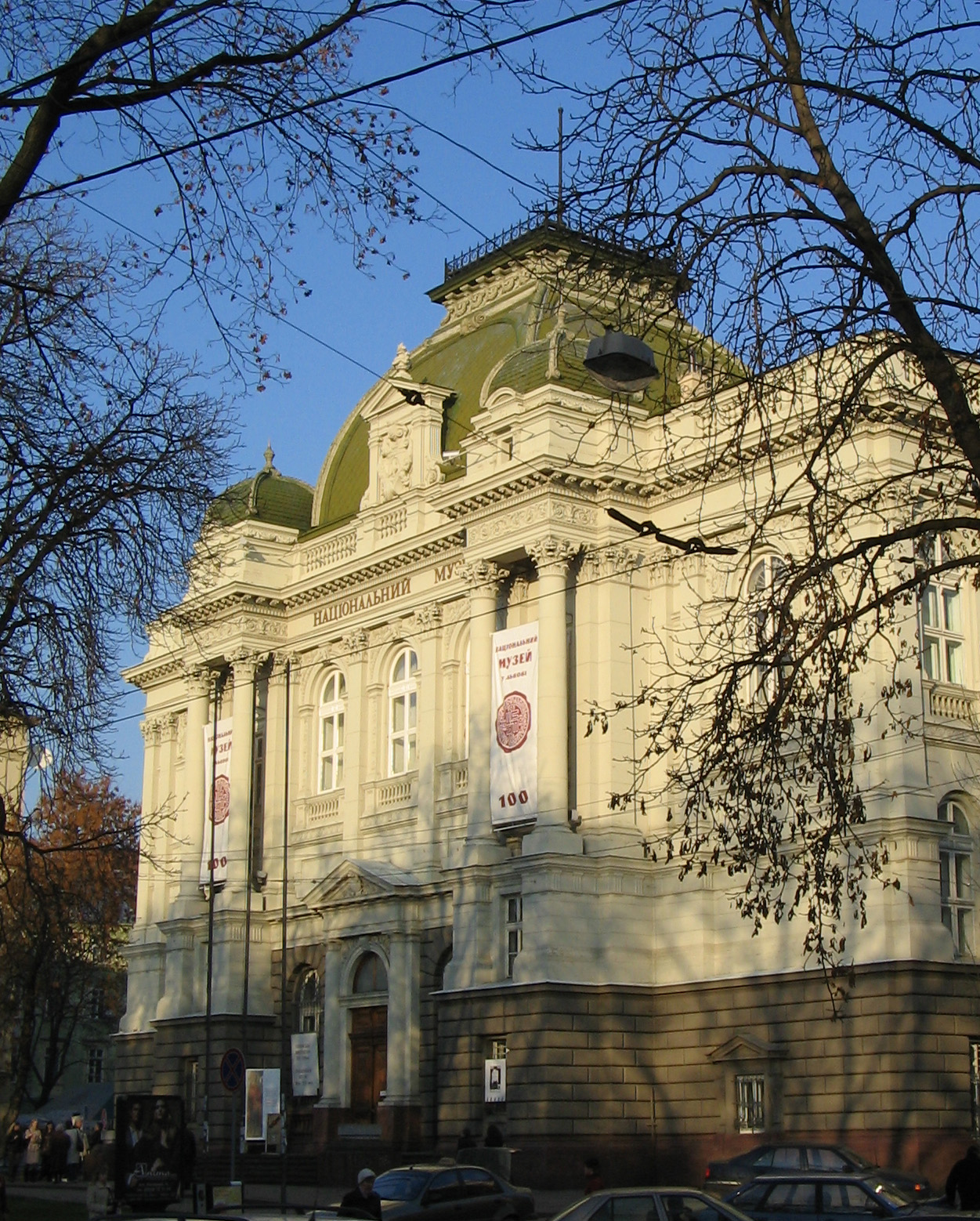
Національний музей у Львові

Центральна частина Львова вважається своєрідним музеєм просто неба, тож не дивно, що саме тут знаходиться левова частина музеїв, які працюють у Львові. Втім частина музеїв діє при вищих навчальних закладах, зокрема Львівському національному університеті імені Івана Франка. Найбільшими музеями Львова є Державний природознавчий музей, Львівська національна галерея мистецтв, Львівський історичний музей, Львівський музей історії релігії, Музей етнографії та художнього промислу, Національний музей у Львові імені Андрея Шептицького.

### Фестивалі, форуми
Однією із складових культури Львова є проведення численних фестивалів та форумів, до яких залучено найпрестижніші зали міста а також кав'ярні та ресторани, частина з них проводиться просто просто неба на літніх майданчиках, здебільшого на площі Ринок та перед Львівською оперою. Через їх кількість з'явилось гасло «Львів — столиця фестивалів». Найбільшими фестивалями, які проводяться у центральній частині міста є Різдво у Львові, Свято шоколаду, Флюгери Львова, Великдень у Львові, День батяра, День міста Львова, який приурочено до дня святого Юра 5 травня, Міжнародний фестиваль музичного мистецтва «Віртуози», Міський фестиваль пива, Етновир, Кінолев, Форум видавців у Львові, На каву до Львова, Золотий лев на вулиці, Свято сиру і вина та чимало інших.
Пам'ятники, пам'ятні місця

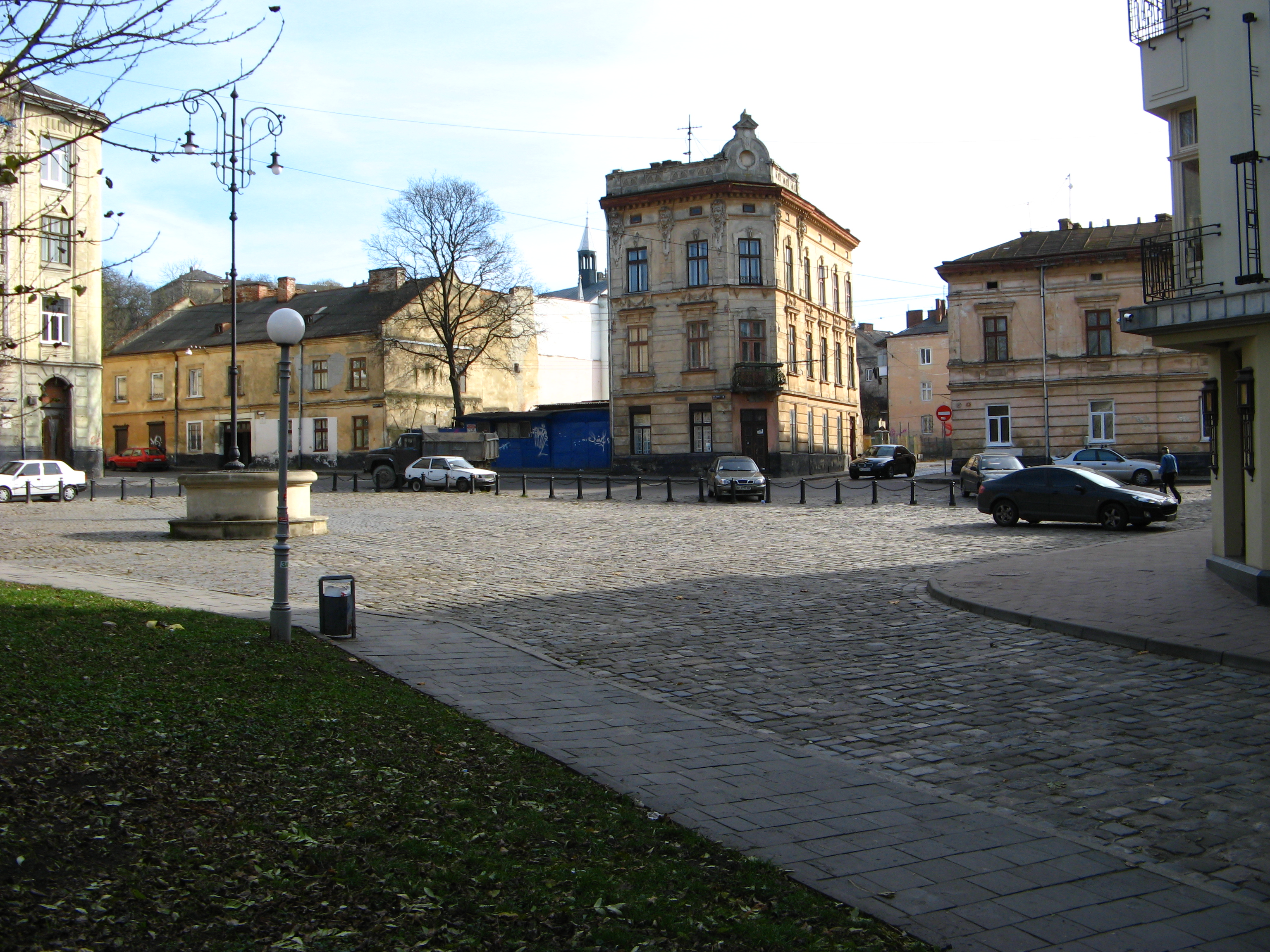
Площа Старий Ринок

Обабіч вулиці Богдана Хмельницького між Сянською, Підгірною, Пильникарською, Ужгородською, Князя Лева, Чорноморською та Рибною належить до світової спадщини ЮНЕСКО.

## Культові споруди

### УГКЦ
Попри те, що територія, яку охоплює Галицький деканат УГКЦ є невеликою, однак тут зосереджено найбільше храмів, які, до того ж, мають винятково значення як для УГКЦ, передусім храм Святого Юра, всі вони, без винятку, є значними пам'ятками архітектури та історії. Територія Галицького деканату в основному збігається з адміністративними межами Галицького району Львова. Всі церкви у центрі Львова збудовані до ІІ світової війни, часто їх історія налічує кілька сотень років, частина з них спочатку були римо-католицькими костелами які були зачинені радянською владою, а вже у роки Незалежності України були передані УГКЦ. Серед основних греко-католицьких церков у Галицькому районі Львова назвемо розташовану на вулиці Краківській, 21 церкву Преображення Господнього, на площі Кропивницького, 1 знаходиться церква святих Ольги та Єлизавети (колишній костел св. Ельжбети), на пл. Соборній, 3 знаходиться Церква святого Андрія (колишній монастир Бернардинців), на пл.. Музейній, 3 знаходиться храм Пресвятої Євхаристії (колишній Домініканський костел). На вулиці Театральній, 11 знаходиться Храм Святих апостолів Петра і Павла (колишній єзуїтський костел), він був переданий церкві у 2012 році і тим самим став останнім недіючим храмом у місті, який було передано церкві.

### УПЦ КП
На вулиці Грушевського знаходиться кафедральний храм Львівсько-Сокальської єпархії УПЦ КП — Святопокровський собор, який розташовано у пам'ятці архітектури — костелі Святого Миколая, який було збудовано у ХУІІІ столітті для монашого ордену тринітаріїв. За радянських часів костел було зачинено, однак коли в процесі виходу УГКЦ з підпілля постало питання про повернення Святоюрського собору греко-католикам, православним було запропоновано цей храм для облаштування єпископської кафедри. Відтак він отримав статус кафедрального.

### УАПЦ

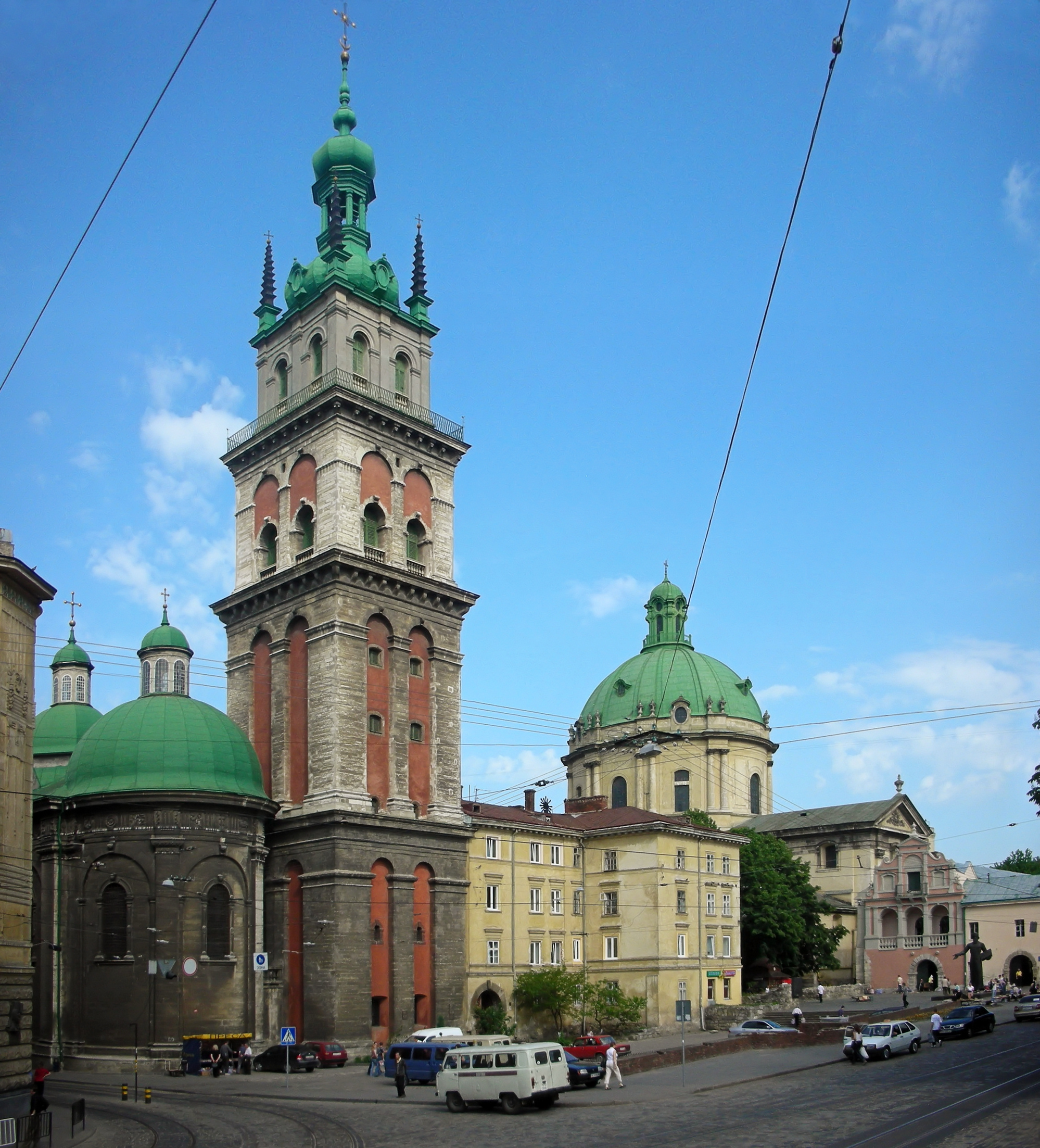
Успенська церква

На вулиці Руській, 5 знаходиться одна з найвидатніших пам'яток львівської архітектури — Успенська Церква, яка належить до УАПЦ.
Успенська церква (Храм Успення Пресвятої Богородиці) було збудована Успенським братством, громадською організацією православних українських міщан у 1591–1629 pp. та освячено у 1631 році за участю митрополита Київського Петра Могили.
Поруч з храмом — перлиною української сакральної архітектури епохи ренесансу — вежа Корнякта, у давнину — найвища споруда у Львові, та шедевр львівського мистецтва — каплиця Трьох Святителів. У XVII — на поч. ХУІІІ ст. Успенська церква була визначним центром християнської культури України.

### РКЦ
На площі Катедральній, поблизу Львівської ратуші розташовано Архікафедральну базиліку Успіння Пресвятої Діви Марії або Латинський кафедральний собор — католицька базиліка, головний храм Львівської архідієцезії Римо-Католицької Церкви у Львові. Пам'ятка сакральної архітектури XIV—XVIII століття.

### Вірменська Церква
Вірменський Собор один із найдавніших храмів Львова (XIV ст.). У 2001 році святиню було повернено відродженій у місті Вірменській Апостольській Церкві. Храм відновив і свою назву — Церква Успення Пресвятої Богородиці.
На подвір'ї церкви розміщене вірменське кладовище зі старими надгробками (XVI—XVII ст.) та дерев'яною каплицею «Голгофа» (XVIII ст.).

## Стадіони
На Снопкові розташовано стадіон «Україна», який тривалий час був головним стадіоном міста. Збудований методом народної будови, львівський центральний стадіон «Україна» було відкрито в серпні 1963 року. За радянських часів називався «Дружба» і на його дерев'яних лавках могли розміститися майже 50 тисяч глядачів. На стадіоні встановлено пам'ятний знак футболістам львівських «Карпат» — переможцям Кубка СРСР 1969 року.
У парку Парку культури та відпочинку ім. Б. Хмельницького розташовано стадіон «Юність». Відкритий у 1968 році. Домашня арена львівських клубів з регбі-15 «Сокіл» (виступає у Суперлізі), «Сокіл-Верховина» (вища ліга) і «Батяри» (перша ліга).

## Навчальні заклади

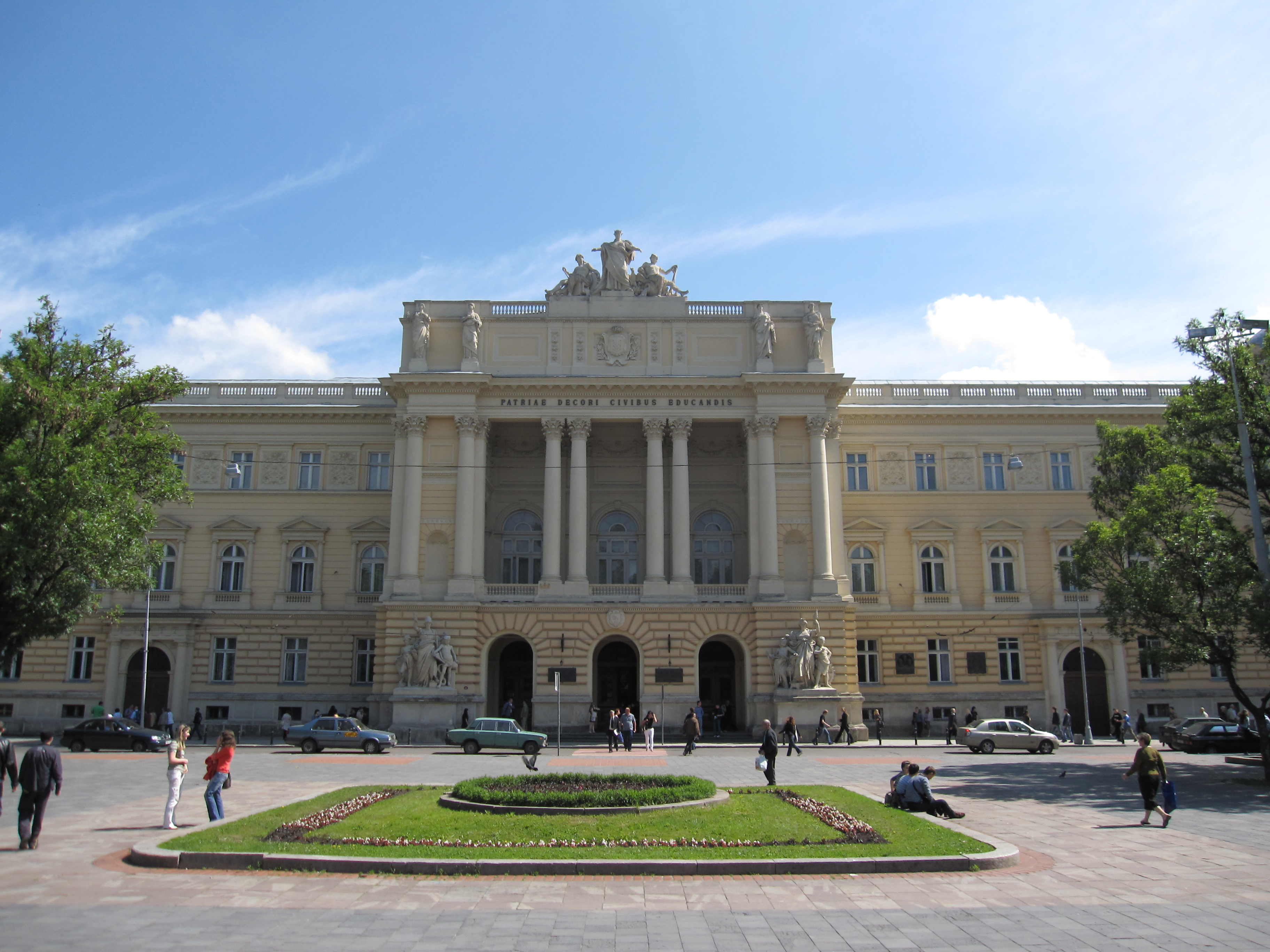
Головний корпус Львівського Національного Університету імені Івана Франка

На території Галицького району Львова зосереджено найбільшу кількість вищих навчальних закладів міста, зокрема тут знаходяться два найбільші, за кількістю студентів виші: Львівський національний університет імені Івана Франка та Національний університет «Львівська політехніка». Окрім тут знаходяться корпуси Львівської академії мистецтв, Львівської державної музичної академії ім. М. В. Лисенка, Львівської державної фінансової академії, Львівського державного університету фізичної культури, Львівського інституту банківської справи, Львівського інституту економіки і туризму, Української академії друкарства, Українського католицького університету.
Львівський національний університет імені Івана Франка (у 1918–1939 рр. Університет Яна Казимира) — один з найстаріших у Східній Європі та найстаріший в Україні університет. Один з найпрестижніших університетів України. Львівську академію з правами університету утворено 1661 року. У 1773 році орден єзуїтів заборонено, університет закрито. Відновлено у 1784, називався Йосифінський університет. У 1805–1817 ліцей. У 1817 відновлено як Університет Франца I.
Національний університет «Львівська політехніка» — найстаріший вищий технічний навчальний заклад України та Східної Європи, заснований 1844 року як Технічна академія.

## Рельєф, водойми
Основними містотворчими чинниками формування сучасного Старого міста є рельєф, природні умови і історія формування. Так, внаслідок засклепіння ріки Полтви, яка заважала будівництву на її місті житлових кварталів, було утворено основну вісь історичного центру — проспект Свободи. Зараз головна річка Львова давно перетворилась на стічну канаву навколо якої розташована стара забудова міста.
За часів середньовіччя Полтва перед сучасною площею Міцкевича розділялась на два рукави і на невеличкому острові, який вони утворювали, з давніх часів була поставлена каплиця Божої Матері. Острівець той називався Марійний.

## Парки
Попри невеликі розміри на території Галицького району Львова розташовано декілька великих парків, зокрема Центральний парк культури та відпочинку ім. Б. Хмельницького, який займає площу 26 гектарів. Парк розташовано поблизу колишніх Пелчинських ставів. Сам парк було відкрито у 1952 році.

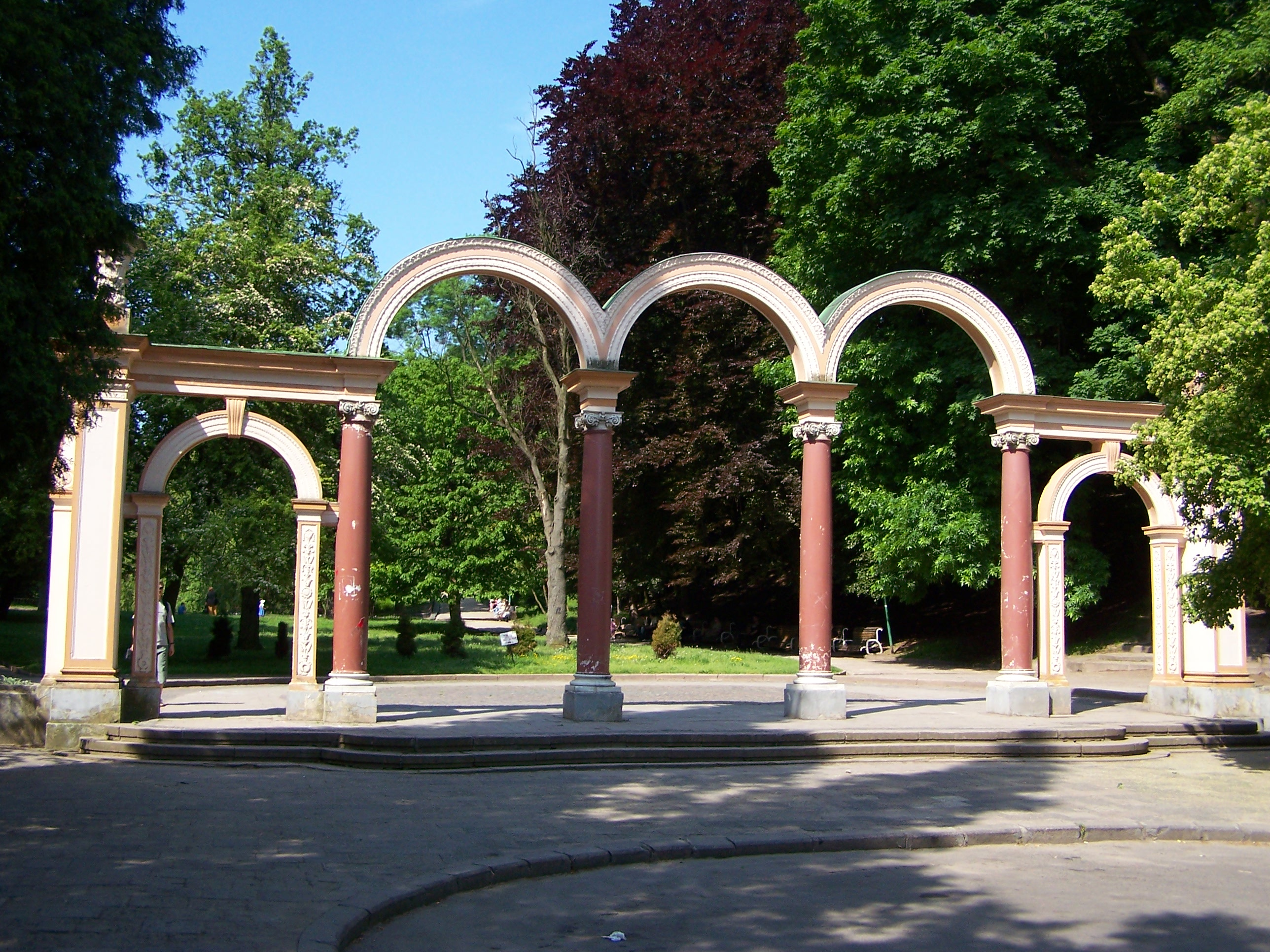
Колонада при вході до парку (архітектор Г. Швецький-Вінецький)

Стрийський парк не випадково вважається найкрасивішим парком міста. Він був збудований у 1876–1879 роках за проектом відомого архітектора садово-паркового мистецтва Арнольда Рерінга на місці колишнього Стрийського кладовища, закритого у 1823 році. Сьогодні парк становить більше ніж 52 гектари і складається з трьох ландшафтних частин: зони нижніх партерів, лісопаркової зони, верхньої тераси (де проводились Східні Торги).
Окрім того на території району розташовано Снопківський парк, парк імені Івана Франка, парк Цитадель. На вулиці Кирила і Мефодія знаходиться Ботанічний сад Львівського університету. Заснований у 1851 Гіацинтом Лобажевським на території колишнього саду монастиря тринітаріїв. У 1855–1877 роках садом опікувався Карл Бауер.

## Транспорт

### Автобуси, маршрутні таксі
Галицький район, завдяки своєму центральному положенню перетворився на головний вузол маршрутів громадського транспорту, зокрема маршрутних таксі. Значна частина їх проходила через головну вулицю міста — проспект Свободи, однак внаслідок транспортної реформи, яка була проведлена у місті 1 січня 2012 року їх кількість було обмежено до мінімальної — тепер більша частина маршрутних таксі об'їжджає проспект Свободи.

### Трамвай
Трамвайна мережа у центральній частині Львова виникла фактично із започаткуванням цього виду транпорту у Львові. До 1939 року у центральній частині Львова було створено надзвичайно густу мережу трамвайних колій, за радянських часів частину з них навіть було демонтовано і поступово вона набула сучасних рис.

### Тролейбус
Перша тролейбусна лінія виникла у Львові в 1952 році й вона з'єднала Головний залізничний вокзал із сучасним проспектом Свободи. У 1972 році міська влада ухвалила рішення зняти тролейбусний рух із проспекту Свободи. Зараз на території Галицького району знаходяться кінцеві зупинки тролейбусів, які з'єднують його зі спальними районами Львова.

## Ринки, торгівля
На території Галицького району немає великих ринків та супермаркетів. Фактично тут знаходиться лише два невеликих ринки — Галицький ринок, поруч з яким розташовано квітковий ринок та Стрийський ринок. Водночас тут є багато модних бутіків, крамничок, що робить його важливим торговельним осередком. Особливість центральної частини міста — велика кількість сувенірних крамничок та ювелірних магазинів.

## Львівська міська рада
На площі Ринок у приміщенні Львівської ратуші міститься Львівська міська рада.

## Дипломатичні представництва
У Галицькому районі знаходиться велика кількість дипломатичних установ, передусім при вулиці Франка, 108 та 110 знаходиться Генеральне Консульство Республіки Польща, яке є лідером за кількістю віз серед дипломатичних установ у світі. Також тут розташовано значну частину почесних консульств різних держав.

## Галерея

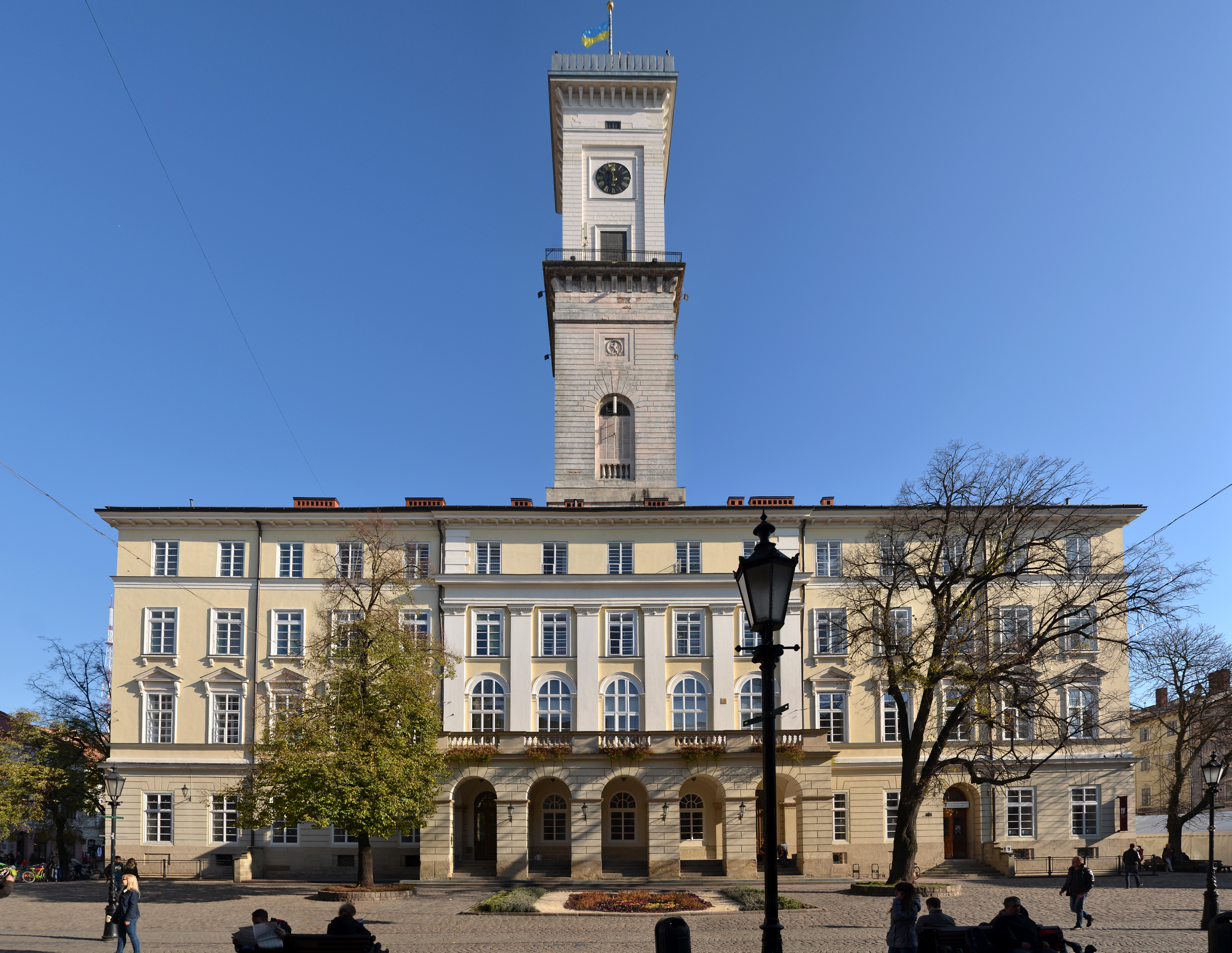
Фасад львівської ратуші
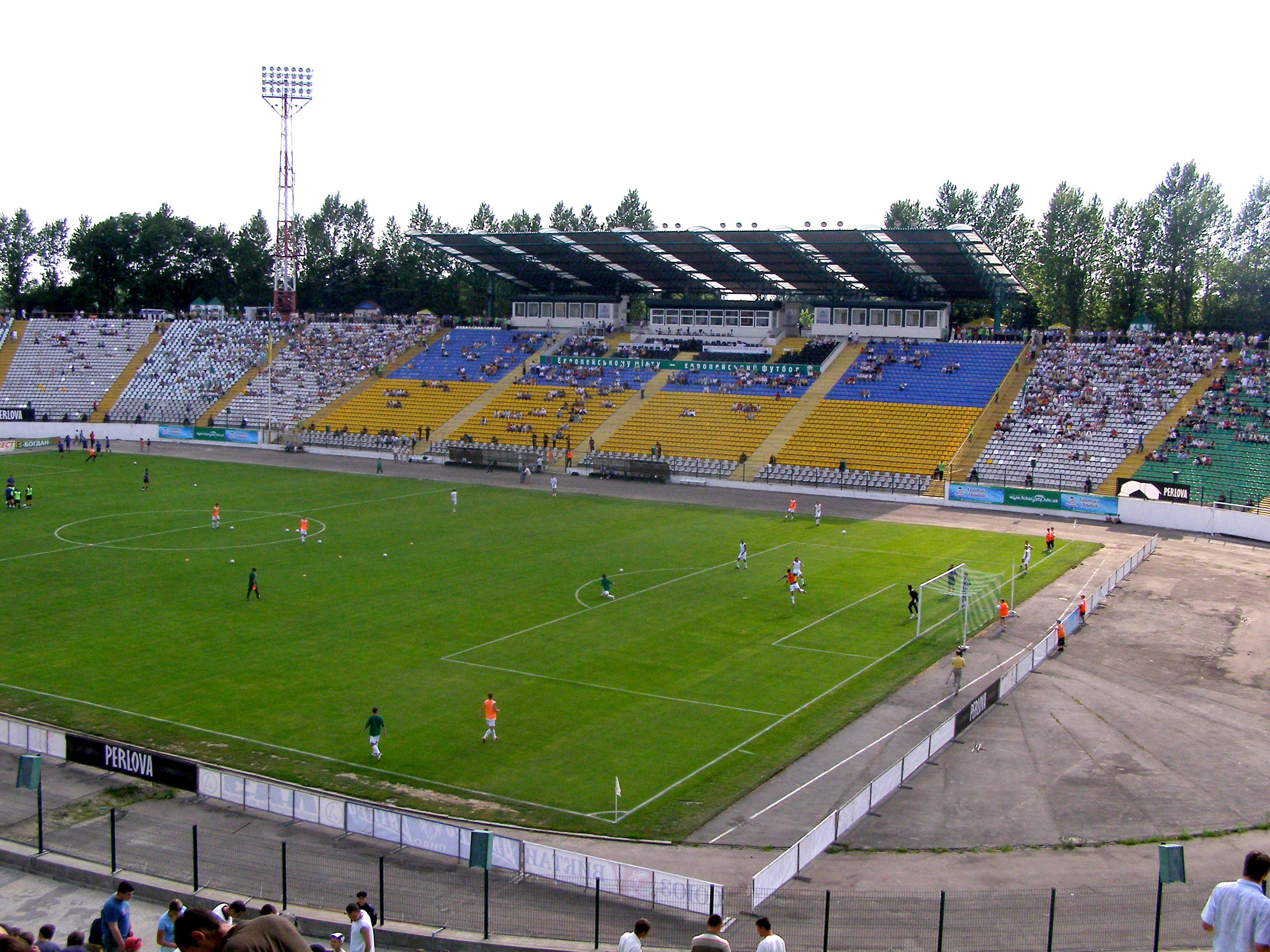
Стадіон «Україна»
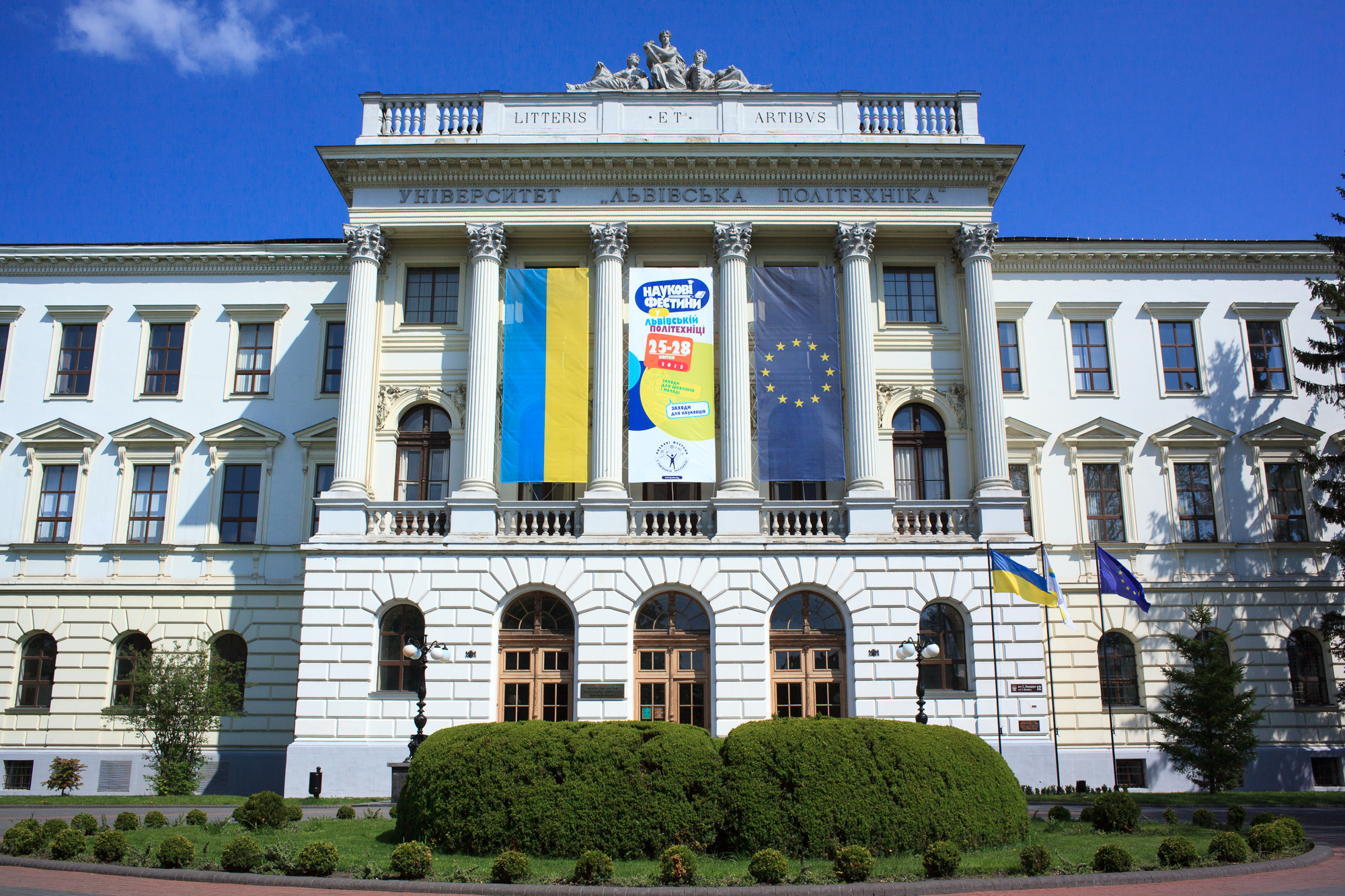
Головний корпус НУ «Львівська політехніка»
Пам'ятник Шевченкові у Львові на проспекті Свободи. Загальний вигляд
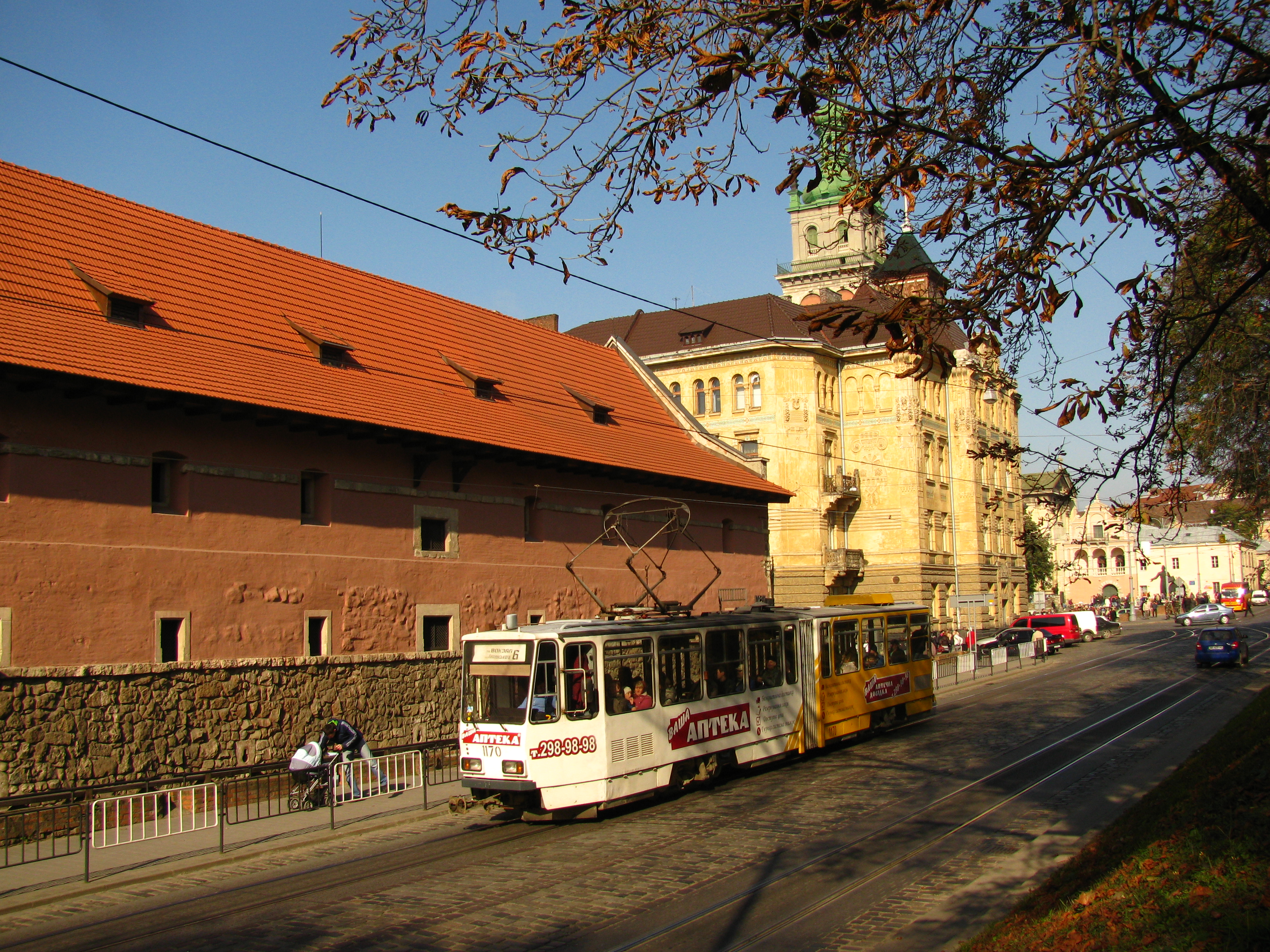
Вул. Підвальна. Колишній міський арсенал
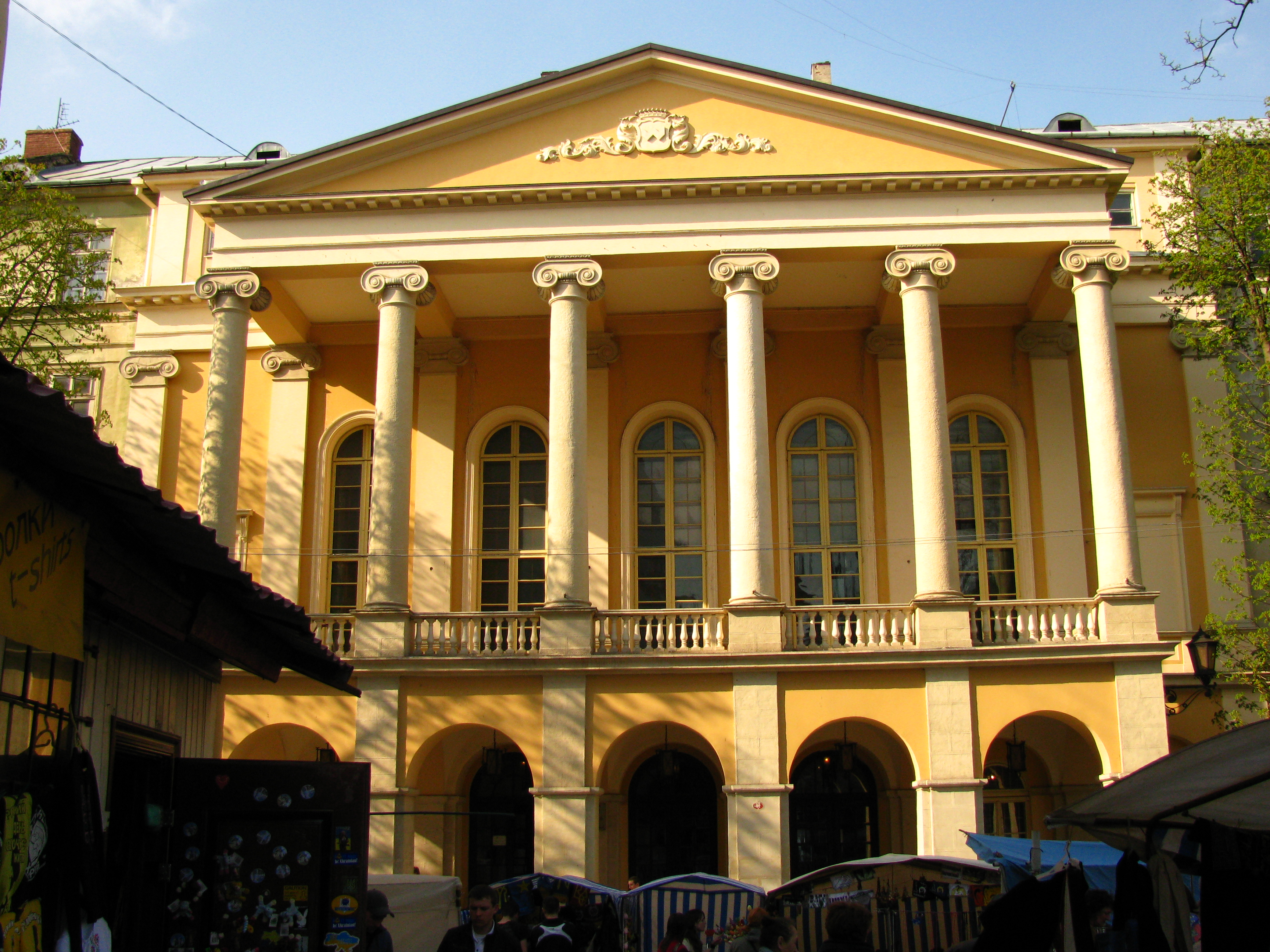
Національний академічний український драматичний театр ім. Марії Заньковецької
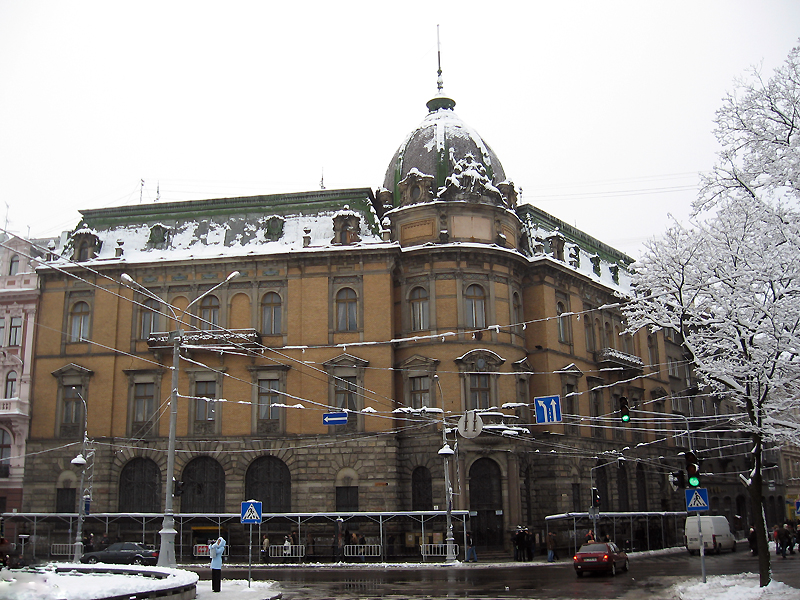
Музей етнографії та художнього промислу Національної академії наук України
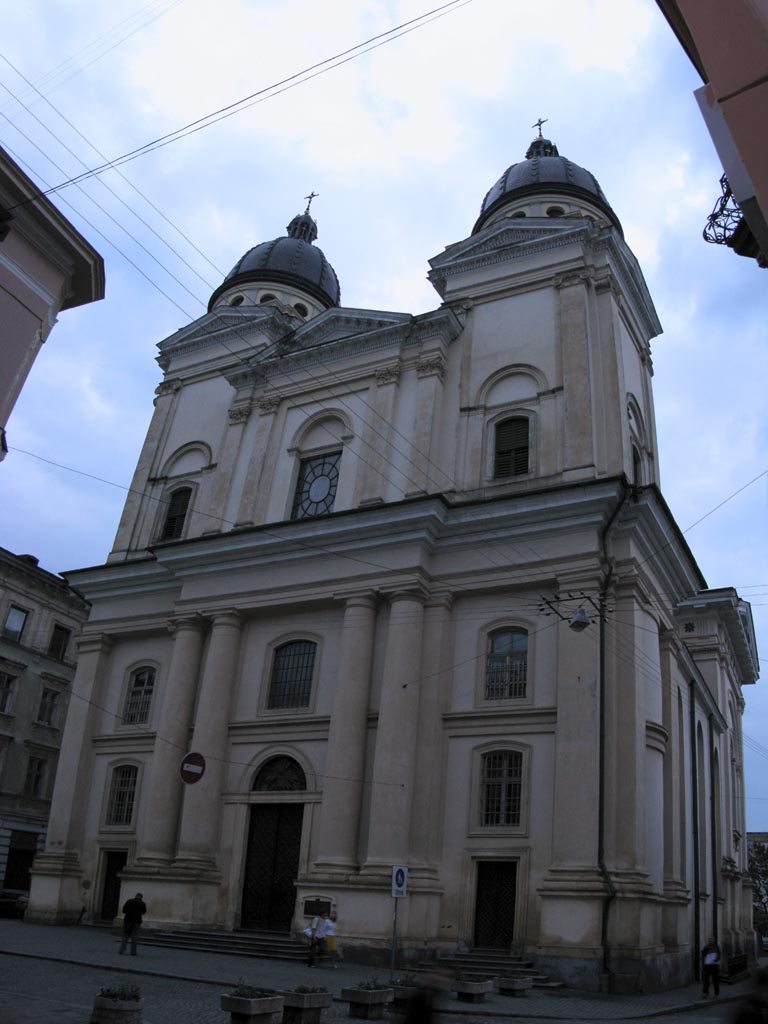
Вул. Краківська. Преображенська церква
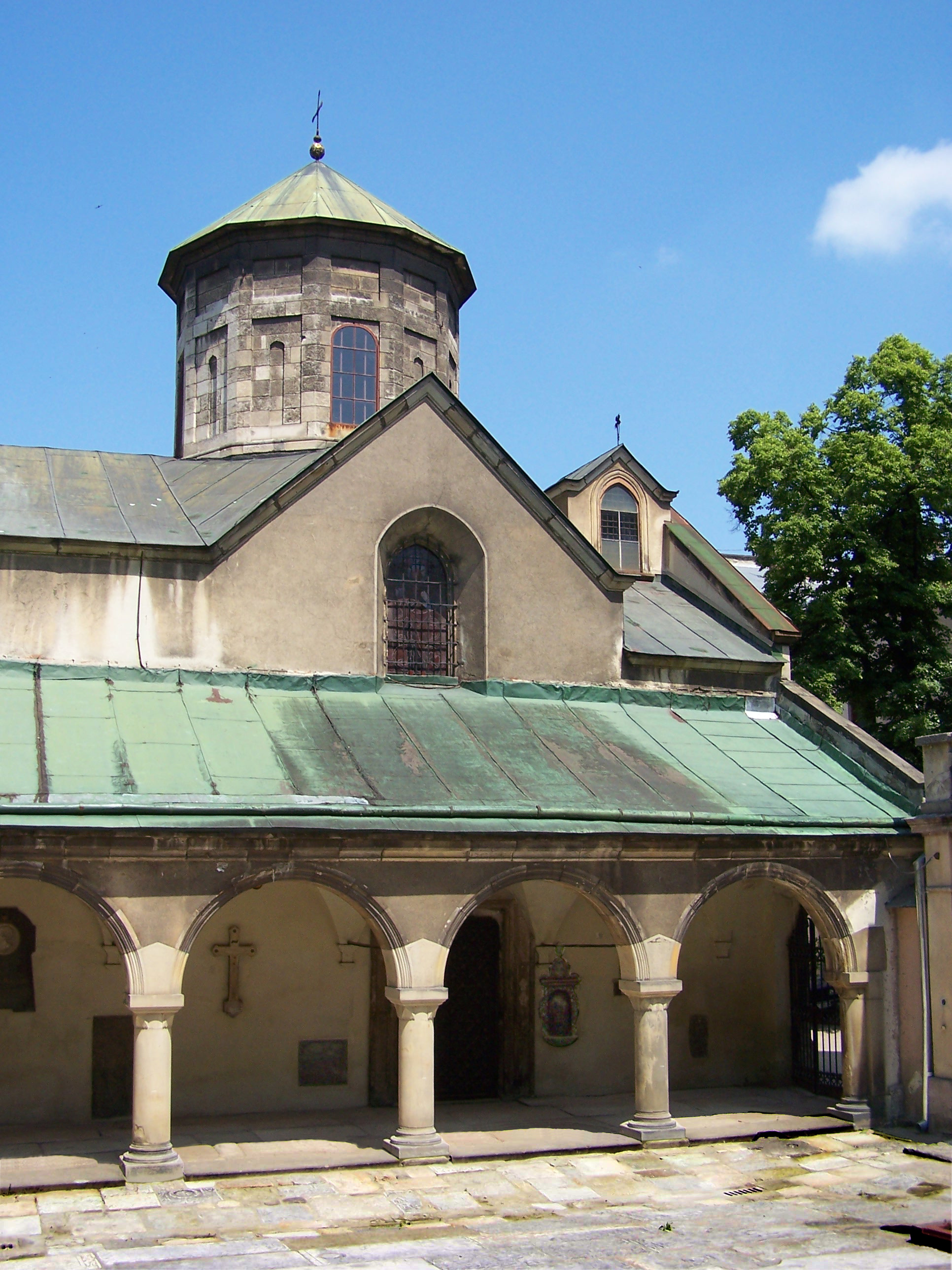
Вірменський собор